# Пирогово (Завьяловский район)
Пирого́во — деревня в Завьяловском районе Удмуртии, административный центр Пироговского сельского поселения. Расположено в 9 км к югу от центра Ижевска, находясь в непосредственной близости от города и фактически являясь его продолжением. Через деревню протекает река Пироговка, на которой устроен Пироговский пруд. Рядом с деревней протекает река Сепыч, на которой устроен Сепычевский пруд. Через Пирогово проходит маршрут E 22.

## История
По итогам десятой ревизии в 1859 году в 40 дворах казённой деревни Пирогова при речке Сепыче Большом проживало 180 жителей мужского пола и 202 жителя женского пола. В деревне работали мельница и кузница. В то время она входила в Сарапульский уезд Вятской губернии.
С 1965 года деревня Пирогово находится в составе в Юськинского сельсовета Завьяловского района Удмуртской АССР. В 1979 году из него выделяется Пироговский сельсовет с центром Пирогово, который в 1994 преобразуется в Пироговскую сельскую администрацию, а в 2005 в Муниципальное образование «Пироговское» (сельское поселение).

## Население
| 2002 | 2010  | 2012  | 2021  |
| ---- | ----- | ----- | ----- |
| 3401 | ↘3077 | ↗3080 | ↘3052 |

## Экономика и социальная сфера
Большая часть жителей деревни вовлечена в экономику Ижевска в форме маятниковой миграции.
В настоящее время в Пирогово работают МОУ «Юбилейная средняя общеобразовательная школа», детский сад, МУЧ «Культурный комплекс „Пироговский“» (созданный на базе библиотеки), клуб, фельдшерско-акушерский пункт.
В деревне расположены супермаркеты розничных сетей «Перекрёсток», «Пятёрочка» и «Магнит» .

## Улицы
- Азина улица
- Аэродромная улица
- Вишнёвая улица
- Высотная улица
- Геологов улица
- Дубовая улица
- ЖСТ микрорайон
- Западная улица
- Заречная улица
- Мостовая улица
- Нефтяников улица
- Нылгинская улица
- Нылгинский переулок
- Полевая улица
- Прудовая улица
- Северная улица
- Солнечная улица
- Торговая улица
- Центральная улица
- Челнинская улица